# Poesia di Venezia/Seduzione
Poesia di Venezia/Seduzione è un singolo del gruppo musicale italiano Rondò Veneziano, pubblicato il 1988 come estratto dall'album Concerto.

## Descrizione
Il singolo è stato pubblicato dall'etichetta discografica Baby Records in formato 7" per il mercato tedesco occidentale. Oltre al brano Poesia di Venezia il singolo contiene sul lato B il brano Seduzione. Entrambi i brani sono composti da Gian Piero Reverberi e Ivano Pavesi.
Nel 1992 il singolo è stato ristampato in formato CD dall'etichetta Baby Records/BMG Ariola per il mercato spagnolo, con il titolo Poesia di Venezia. A differenza del 7", il CD contiene la sola title track.

## Tracce
7"
1. Poesia di Venezia – 3:21 (musica: Gian Piero Reverberi, Ivano Pavesi)
2. Seduzione – 2:33 (musica: Gian Piero Reverberi, Ivano Pavesi)

Durata totale: 5:54
CD
1. Poesia di Venezia – 3:10 (musica: Gian Piero Reverberi, Ivano Pavesi)

Durata totale: 3:10